# 利特里亚尔·格林
利特里亚尔·格林（英語：Litterial Green，1970年3月7日—），美国NBA联盟职业篮球运动员。他在1992年的NBA选秀中第2轮第39顺位被芝加哥公牛选中。